# Carnage
A Carnage egy rövid életű svéd death metal együttes volt. 1988-ban alakultak Vaxjö-ben, ám 1991-ben már fel is oszlottak. A zenészek – Michael Amott, Matti Karki, Fred Estby, David Blomqvist, Johnny Dordevic, Johan Liiva és Jeppe Larsson – később a jóval népszerűbb Dismember, Carcass és Arch Enemy zenekarokat alapították meg.

## Diszkográfia
- Dark Recollections (1990)